# 朝倉景行
朝倉 景行（あさくら かげゆき）は、戦国時代から安土桃山時代の武将。朝倉氏の家臣。越前国北庄城主。北庄朝倉家6代当主。北庄に居館していたことから、北庄土佐守と称した。

## 略歴
朝倉景範の子として生まれる。『朝倉系図』によれば、景行の祖は朝倉教景（朝倉孝景の祖父）の弟、遠江守頼景で、この頼景の代より北庄氏を称したという。
永禄11年（1568年）、織田信長が足利義昭を奉じて上洛した際、朝倉義景にも上洛を命じたが、景行は義景の上洛に反対したため、義景は上洛しなかったという。元亀元年（1570年）、信長が敦賀郡に侵攻して金ヶ崎城を攻めたとき、景行は二千余騎を率いて義景に従軍した。
天正元年（1573年）8月、義景が刀根坂の戦いで信長に敗れたとき、景行は羽柴秀吉の手勢に討たれた。